# Oiraten

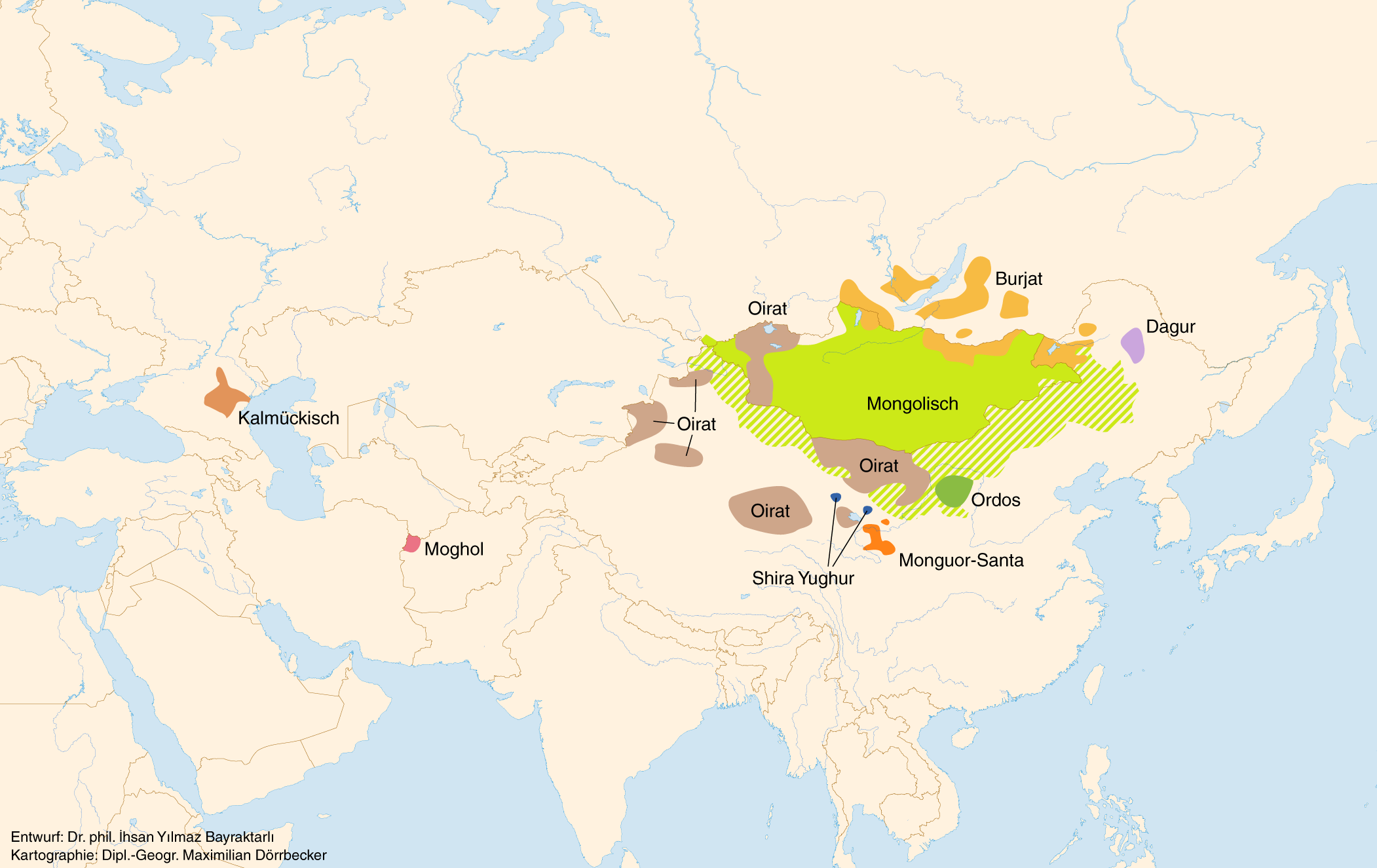
Verbreitung mongolischer Sprachen, 2011. Oiratisch ist in Brauntönen gehalten.

Die Oiraten sind westmongolische Stämme, die zu Zeiten Dschingis Khans weite Teile Zentralasiens kontrollierten, vom 15. bis zum 17. Jahrhundert die Stammeskonföderation Dörben Oirat bildeten und 1640 das Dsungarische Khanat gründeten, das ab 1757 wieder zerfiel. Die Gebiete der Oiraten wurden danach vom chinesischen Qing-Reich und von Russland erobert.
Die Oiraten wurden oft auch Dsungaren genannt. Gelegentlich wechselt die Umschrift des Wortes Oiraten zu „Oyraten“.

## Zusammensetzung
Die Hauptstämme der Oiraten waren die Chorosen, Dürbeten, Torguten und Choschuten; sie lebten ursprünglich südlich des Altaigebirges.
Der nach Westen abgewanderte Teil wird heute als Kalmücken bezeichnet.
Kleinere Stämme waren Khoid, Bayad, Myangad, Zachtschin und Baatud.
- Dürbeten (Dörböd, mongolisch: Дөрвөд/Dörwöd) zogen ab 1600 in das Gebiet zwischen Mittel-Kasachstan und dem Balchaschsee.
- Chorosen (Choros, mongolisch: Цорос) zogen ab 1600 in ein Gebiet östlich der Dürbeten, vom Balchaschsee bis etwa Ürümqi. Zu ihnen zählen auch die Olot (mongolisch: Өөлд/Ööld). Sie werden seit dem 17. Jahrhundert in anderen Sprachen auch als Dsungaren bezeichnet; daraus leitet sich der Gebietsname Dsungarei im heutigen China ab.
- Torguten (Torghuud, mongolisch: Торгууд/Torguud) zogen ab 1600 weit in den Westen durch das südliche Sibirien erst in Richtung Ural, um sich ab 1632 an der unteren Wolga niederzulassen.
- Choschuten (mongolisch: Хошууд/Choschuud) zogen ab 1600 nach Osten, in den Norden Tibets und verbündeten sich mit den Dalai-Lamas.

In  diesen weit ausgedehnten Gebieten lebten weit zahlreichere, aber unterworfene Tibeter, Uiguren, Kirgisen und Kasachen. In der Geschichte Kasachstans wird die Zeit der oiratischen Herrschaft als zweite Mongolenzeit oder als „Großes Unglück“ bezeichnet. Die Oiraten bildeten kein einheitliches Reich – die Stammes-Konföderation Dörben Oirat war in den 1630er Jahren zerfallen – und jeder Stammesfürst agierte selbstständig.

## Überblick
Die später zu den Oiraten gehörenden Stämme sind etwa seit 1200 südlich des Altaigebirges nachweisbar, wurden dort von Dschingis Khan unterworfen und beteiligten sich an der mongolischen Expansion im 13. Jahrhundert. Nach dem Rückzug der Mongolen aus China 1368 lebten sie wieder in der Umgebung des Altai. Dort bildeten sie eine Stammes-Konföderation, Dörben Oirat. Es folgte eine lange Phase von Konflikten zwischen den verschiedenen mongolischen Stammesverbänden um die Vorherrschaft, bei denen die Oiraten zeitweilig unter Esen Tayishi (1439/40–55) zur dominierenden Macht wurden. Später wurden sie von den Khalkha-Mongolen unter Dayan Khan geschlagen. In der Folgezeit von 1600 bis 1630 wanderte die Mehrheit der Oiraten aus ihrer alten Heimat aus.
Ab 1640 vereinte das Dsungarische Khanat die Oiraten, expandierte und führte Kriege mit den Nachbarn.
Dies nutzte die chinesische Armee 1715–24 zur Expansion nach Westen: das Choschuten-Khanat wurde beseitigt, die südlichen Teile des Hochlandes von Tibet wurden zum chinesischen Protektorat unter den Dalai Lamas, die Dsungaren mussten sich 1720 aus dem westlichen Tibet zurückziehen, schließlich wurde das Dsungarische Khanat ab 1745 von China im Osten und von den Kasachen im Westen besiegt. Die Oiraten aus dem heutigen Kasachstan flüchteten entweder nach Osten in die nun chinesisch beherrschte Dsungarei oder zu den westlichen Kalmücken. Durch diese Ereignisse wurden die Kalmücken im Westen räumlich etwa 2000 Kilometer weit von den übrigen Oiraten im Osten getrennt.
Anfang 1771 beschloss eine Mehrheit der Kalmücken, ins alte Siedlungsgebiet am Altai zurückzukehren. Bis 1786 zogen sie gegen den Widerstand der Kasachen unter starken Verlusten durch Kasachstan, nur 66.000 von über 169.000 Menschen erreichten den Fluss Ili.

## Anfänge
Die ersten historischen Erwähnungen über die Oiraten finden sich in der Geheimen Geschichte der Mongolen und bei dem persischen Historiker Raschīd ad-Dīn (1247–1318). Um 1200 lebten die Oiraten am oberen Jenissei von Jagd und Weidewirtschaft. Bei der Bildung des Mongolischen Reiches 1206 unterwarf sich der Oirate Hutuha Beki, ein einstiger Verbündeter des Jamukha Gurkhan, dem Dschingis Khan und half diesem in mehreren Kämpfen und Verhandlungen bei der Befriedung der Wald- und Hirtenvölker in der Taiga bis hin zum Irtysch (1207–1208). Dschingis Khan verheiratete zum Dank zwei Prinzessinnen mit zwei Söhnen Hutuhas, darunter seine Tochter Kökögän. Hutuhas Herrschaftsgebiet wurde zwar Dschötschi, Dschingis Khans Sohn, unterstellt, konnte aber seine Eigenständigkeit halten.
In der Folge hatten die Oiratenfürsten aufgrund der Heiratsbeziehungen einen besonderen Status unter den Mongolen, den sie nur mit einem Dutzend Familien teilten. Aufgrund ihrer gehobenen Stellung konnten die Oiraten in der Mitte des 13. Jahrhunderts etwas südlich ziehen und das Territorium der Dsungarei besetzen. Bis zu diesem Zeitpunkt war die Dsungarei von westmongolischen Gruppen der Naimanen bewohnt. In der Nachbarschaft siedelten weitere westmongolische Stämme, die Keraiten am Fluss Selenga und an den Hängen des Changai-Gebirges, und die Merkiten, die nördlich der Keraiten lebten. Gemeinsam mit den zugezogenen Oiraten bildeten die drei ansässigen westmongolischen Bevölkerungsgruppen den Bevölkerungsgrundstock des Volkes, das später als Oiraten bezeichnet wurde.
Trotz ihrer Privilegien blieben auch die Oiraten von der mongolischen Heeresorganisation nicht verschont, um 1337/38 vermerkt man zum Beispiel einen oiratischen Truppenteil im Iran, der schon fast hundert Jahre vorher dorthin gekommen war.

## Aufstieg der Dörben Oirat

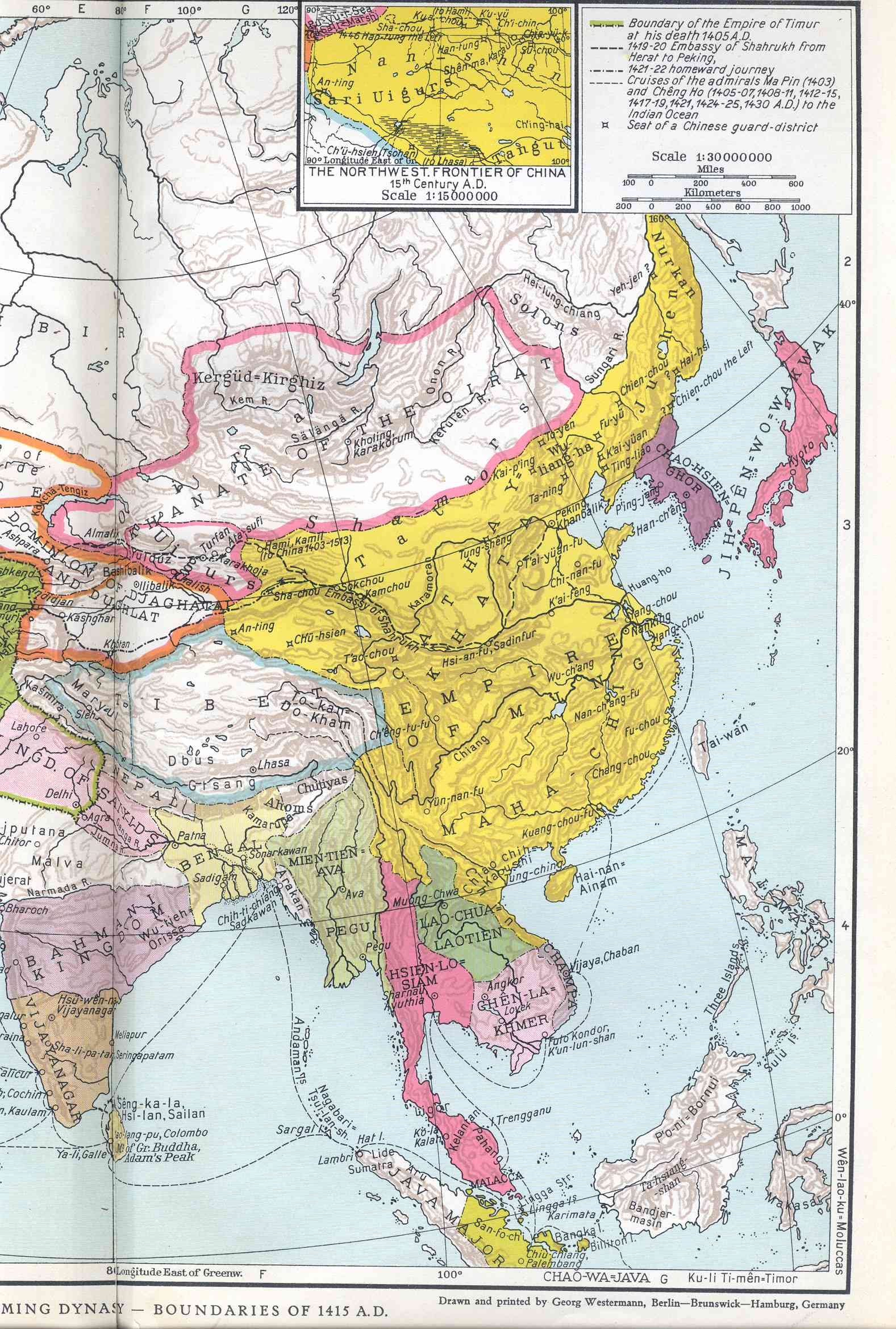
Das Ming-Reich und das 'Khanat der Oiraten'='Khanate of the Oirat, 1415

Die Oiraten waren bereits vor der Zeit des von Dschings Khan gegründeten Mongolischen Reiches eine Konföderation verschiedener Stämme. Erst nach der Gründung des Mongolischen Reiches gründete sich die Stammeskonföderation der Dörben Oirat. Allerdings besteht in der Literatur keine Einigung darauf, wie und wann die Konföderation genau entstanden ist.
Nach dem Ende der Yuan-Dynastie und dem Abzug der Mongolen aus China 1368 lebten Westmongolen wieder als Pferdezüchter am Altai-Gebirge. Dort bildeten sie eine Stammes-Konföderation aus den vier Hauptstämmen, die Dörben Oirat genannt wurde und bis 1636 bestand. Die Angehörigen dieser Konföderation wurden als Oiraten von mongolisch Oirad (oiratisch/kalmückisch Öörd) bezeichnet. Eine andere Bezeichnung „Dsungaren“ von mongolisch: Dschüün Ghar („linker Flügel“) bezeichnete ursprünglich alle Oiraten, wurde aber seit dem 17. Jahrhundert in anderen Sprachen nur noch für den Teilstamm der Chorosen verwendet. Eine weitere Alternativbezeichnung „Kalmücken“ ist bereits seit dem 14. Jahrhundert nachweisbar. Daraus entwickelte sich der russische Name kalmyk, der sich später als Begriff für die weit im Westen lebenden Gruppen etablierte.
Dörben Oirat spielte in den schwer zu entwirrenden Konflikten (u. a. Tod des Mongolen-Khans Elbeg) kurz nach 1400 eine führende Rolle in der Mongolei. So setzte der Oiratenführer Batula (auch: Mahamu) beispielsweise den Khan Delbeg (reg. 1411–1414/15) in sein Amt ein. Batulas Machtentfaltung war aber dem Ming-Kaiser Yongle ein Dorn im Auge, so dass er 1414 gegen ihn zu Felde zog. Batula (Mahamu) floh zur Tula, wo er getötet wurde.
Den Aufstieg der Oiraten erschütterte das nur kurz. Sein Sohn Toghan und dessen Sohn Esen Taiji behaupteten einen Einflussbereich vom Ili (wo man mehrmals erfolgreich gegen die Tschagatai-Khane zu Felde zog) bis an die Grenze Chinas. Bei den Dschingisiden verblieb kaum mehr als die nominelle Herrschaft über die Mongolei und schon Toghan Taiji soll versucht haben, sich kurz vor seinem Tod 1439 selbst zum Khan zu machen.

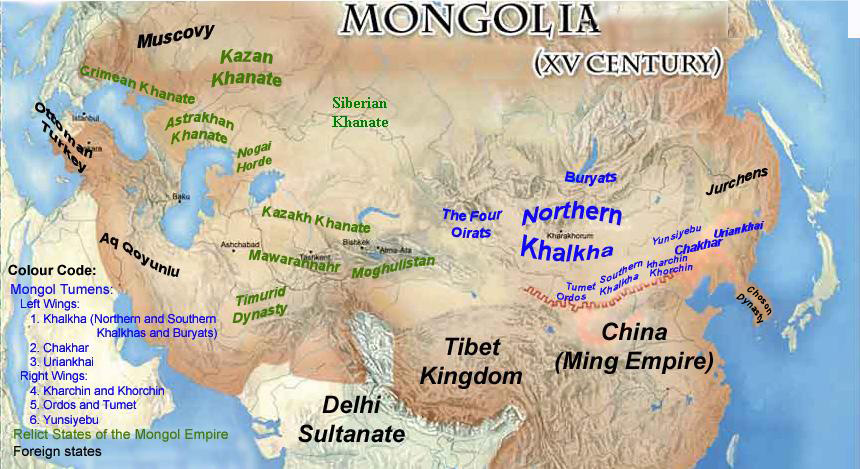
Reste des Mongolenreiches (braun gefärbt) vor 1500.
Grüne Schrift:
Nachfolgestaaten, alle inzwischen turksprachig und (außer dem Khanat Sibir) auch islamisiert.
Blaue Schrift: Mongolische Stammesverbände, darunter 'Dörben Oirat'='Four Oirats'.
Schwarze Schrift: andere Staaten und Völker.

Im Jahr 1449 gelang Esen Taiji die Gefangennahme des Ming-Kaisers Zhengtong nach einem Sieg bei Tumu (Tumukrise). Er konnte seinen Erfolg aber nicht weiter ausnutzen und musste sich mit einem Lösegeld begnügen. Danach forderte Esen Taiji den nominellen Mongolen-Khan Toyto Bugha (seinen Schwager, reg. 1439–1452) auf, seine Nachfolge zugunsten der Oiraten zu regeln. Der weigerte sich, bezahlte aber schließlich den Stammeskrieg mit seinem Leben, so dass sich Esen Taiji (obwohl kein Dschingiside) nun selbst zum Khan machte. Aber schon 1455 beseitigten ihn die Oiraten in einer inneren Auseinandersetzung.
Esen Taijis Nachfolger war gemäß dem Tarik-i-Rashidi sein Sohn Amasandji. Aber die Oiraten scheinen zu dieser Zeit trotz äußerer Erfolge (großer Sieg über die Usbeken 1456/57, ein weiterer über den Tschagatei-Khan Yunus) den familiären beziehungsweise den inneren Zusammenhalt verloren zu haben.

## Niedergang von Dörben Oirat
1468 besiegte die Streitmacht der Nördlichen Yuan (vgl. Manduchai) unerwartet die Oiraten, die unter verschiedenen Anführern in mehrere Richtungen auseinanderzogen. Ab 1480 drängten die Ostmongolen unter Manduchai und Batu-Möngke Dayan Khan die Oiraten nach Westen; unter Dayan Khan erneuerte sich die Dschingisiden-Herrschaft der Nördlichen Yuan, die die Vorherrschaft unter den Mongolen errangen.
Eine Reihe von Niederlagen gegen die Mongolenfürsten (Altan Khan von den Tümed 1552 ff., Abdai Khan von den Khalka 1577 ff.) stellte die Oiratenstämme Ende des 16. Jahrhunderts vor die Alternative der Unterwerfung oder Abwanderung. Viele ihrer Anführer lebten zu dieser Zeit am Irtysch verstreut, und ca. 1603 durchstreiften ihre Spähtruppes bereits das Land bis zum Khanat Chiwa am Aral-See. Interne Streitigkeiten bei den Mongolenfürsten gaben den Oiraten im frühen 17. Jahrhundert zwar noch einmal Luft, und sie konnten sich 1606, 1623 und 1628/9 siegreich gegen die Khalka behaupten, aber die Abwanderung war unumkehrbar geworden.
Die Oiraten-Allianz machte mehrere Versuche, den inneren Frieden zu wahren. So beriefen die Fürsten 1616/7 und 1640 große Versammlungen ein, beschlossen ein gemeinsames Vorgehen gegen die Khalka oder erließen Verordnungen, erreichten aber keine bleibende Zusammenarbeit unter den beteiligten Stämmen. Zum Beispiel brach 1625 unter den Oiraten ein Stammeskonflikt aus: ihr nominelles Oberhaupt Baibagas (gest. ca. 1630), der Tayishi der Choschuten wurde von seinem Bruder Chokur besiegt. Die anderen Führer suchten im Interesse der Einheit zunächst zu vermitteln, vernichteten aber schließlich Chokurs Gruppe am Ural-Fluss (1630).

## Die Stämme ab 1600
Die Oiraten bestanden (im Wesentlichen) aus vier Stämmen: Dürbeten (Dörböd), Chorosen (Dsungaren, Jüün Ghar), Choschuten (Khoshuud) und Torguten (Torghuud). Mitunter werden noch die von den Dürbeten abhängigen Khoit erwähnt. Die Fürsten der vier Stämme beriefen sich zum Teil auf eine unterschiedliche Herkunft. Zwar waren die Anführer der Chorosen, Dürbeten und Khoit alle verwandt, und ihr Clanname war Khoros, aber die Führer der Choschuten beriefen sich auf die Abstammung von Dschötschi Qasar, einem Bruder Dschingis Khans, und die Torguten-Führer sogar auf die alten Kerait-Khane.
- Die Torguten zogen unter Khu Urluk (1616–1643) ab 1610 durch ganz Zentralasien bis hin zur Wolgamündung und verschoben eine Zeitlang das Machtgleichgewicht in Osteuropa. Erst 1771 zog ein Teil ins Iligebiet zurück. Die Torguten, vor allem die, die damals an der Wolgamündung zurückblieben, sind besser unter dem Namen Kalmücken („Rest“) bekannt.[5]

- Ihnen folgten die Dürbeten unter Dalay († 1637), Dayan Ombo u. a., und ebenso eine eigenständige Choschuten-Gruppe unter Khundelen († 1648) und seinem Neffen Ablay († 1672). Sie wird in Sibirien bzw. am Ural vermerkt und agierte dort wiederholt mit den Dürbeten gegen die Torguten und andere Nachbarn.

- Die Choschuten breiteten sich unter Guschri Khan († 1655/56) hauptsächlich als Verbündete der Gelben Kirche in Tibet aus, bis sie diese Machtstellung 1717 wieder verloren und 1723 an China angeschlossen wurden.

Um 1615 nahmen die Oiraten den tibetischen Buddhismus an, so dass selbst die Torguten-Aristokratie im Westen buddhistisch wurde und ihre Söhne in Klöster bzw. bis nach Tibet schickte. Zum Beispiel pilgerte der Torguten-Prinz Daichin zweimal nach Tibet. Auch studierte Zaya Pandita (1599–1662), ein Adoptivsohn des Choschuten-Taijis Baibagas ab 1616 in Tibet und verbreitete nach seiner Rückkehr 1639 durch seine Reisen den Buddhismus unter den Stämmen.

## Dsungarisches Khanat

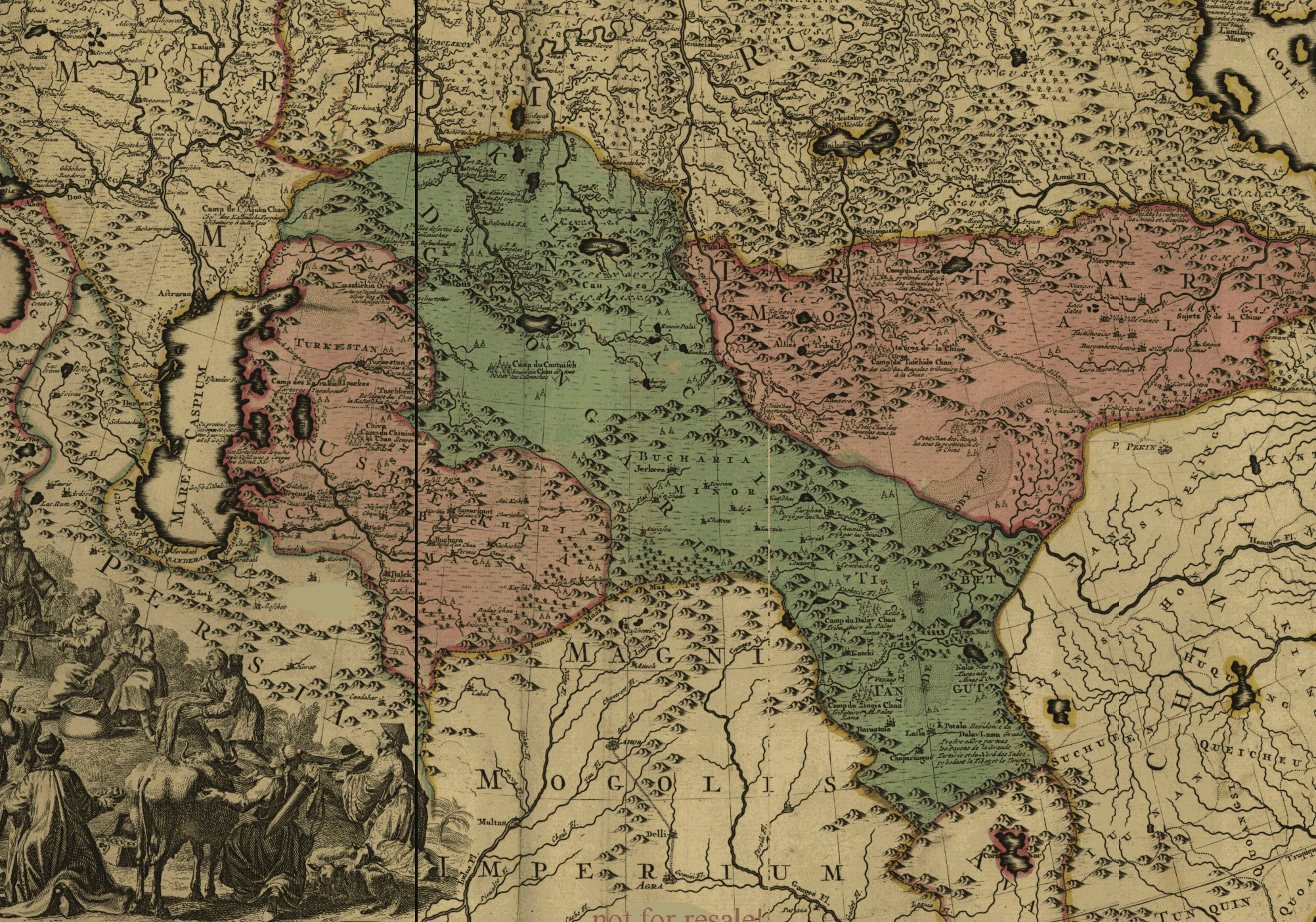
Ausbreitung des Dsungarenreiches (grün) von West-Tibet bis zum Uralfluss auf einer französischen Karte 1720. Nordwestlich ist auch das „Camp de l'Ajuku Chan“ (=„Camp des Ayuki“) eingezeichnet.

Die innen- und außenpolitischen Umstände führten 1640 im Treffen am Imil-Fluss zu einer Neuformierung: Khungtaidschi Batur gründete einen neuen Oiratenstaat – das Dsungarische Khanat – und führte seine Horde 1643 in das Ili-Gebiet (Siebenstromland). Diese Oiratengruppe wurde fortan auch als Dsungaren bezeichnet und beanspruchte damals die Oberhoheit über die anderen Gruppen. Sein Sohn Galdan besetzte Kaschgarien und wandte dann seine Aufmerksamkeit auf die innermongolischen Gebiete und ihre Oberherren, die Qing-Dynastie – doch hier scheiterte er. Im Jahr 1696 blieben die Truppen des Qing-Kaisers Kangxi (1661–1722) an der Tula bei Zuunmod siegreich, Galdans Frau fiel und der Khan beging wohl Selbstmord.
Die Oiratenzeit war aber noch nicht zu Ende. Galdans verfeindeter Neffe Tsewangrabtan kam an die Macht, hielt mit China zunächst Frieden und griff stattdessen ab 1698 die Kasachen unter Tauke an. Im Jahr 1717 erschien Tsewangrabtans Armee in Lhasa (Tibet), wo er den Regenten Lhabzang von den Choschuten tötete. Dies löste 1720 einen siegreichen Einmarsch der Qing-Armee in Tibet aus. Eine weitere Qing-Armee marschierte gegen die Dsungarei und siegte bei Ürümqi (1720), so dass Tsewangrabtan 1724 Frieden schließen musste. Die Dsungaren blieben aber 1720 gegen die besser bewaffneten Russen bei Zaisan erfolgreich.
Tsewangrabtan konzentrierte sich hauptsächlich auf die Nachbarn im Westen. Die Kasachen hatten besonders darunter zu leiden. Mit der Niederlage der Kasachen 1718 am Fluss Ajagus (am Balchaschsee) beginnt dort die Zeit des „Großen Unglücks“. Aber auch seine Beziehungen zu den Torghuten des Khan Ayuki (reg. 1670–1724) waren nicht die besten – dort endete eine politische Heirat im Konflikt.

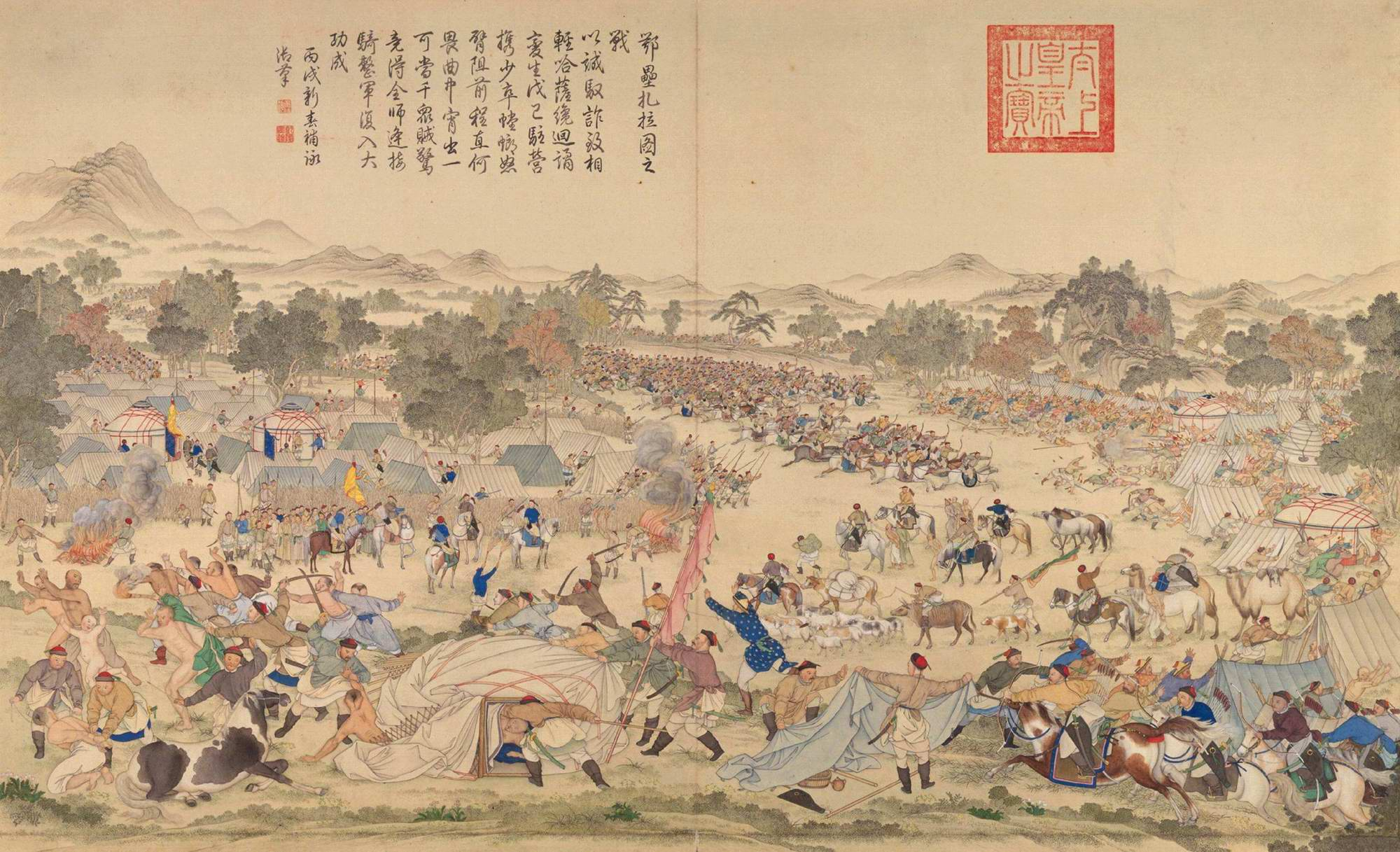
Chinesisches Gemälde der Schlacht von Oloi-Dschalatu 1756, der endgültigen Niederlage der Dsungaren gegen die chinesische Armee.

Unter Tsewangrabtans Sohn Galdan Tsereng (1727–1745) setzte sich dessen Politik fort, danach kam es zu inneren Streitigkeiten. 1754 hatten die Qing-Dynastie den Khoit-Fürsten Amarsanaa als Herrscher eingesetzt, der sich aber mit Unterstützung sämtlicher Stämme gegen sie wendete; er wurde besiegt und starb im Exil in Tobolsk. Dabei bzw. danach richteten die Chinesen zur Verhinderung neuer Aufstände ein Massaker unter den Dsungaren an, die Opferzahlen liegen im sechsstelligen Bereich (1757/8).

## Nach dem Khanat
Das Ili-Gebiet beziehungsweise das ganze heutige Xinjiang gehört seitdem zu China. Der Begriff Dsungaren (d. h. linker Flügel) wurde künftig von der chinesischen Historienschreibung in Ölöten bzw. Olöten geändert beziehungsweise seine Benutzung verboten. Auch in Europa verwendete man die chinesische Bezeichnung für das Dschungarenreich.
Noch heute existieren verstreute oiratische Ethnien und unterschiedliche Dialekte einer oiratischen Sprache, sie leben in der Mongolei, Russland, China und Kirgisistan. Von den Sprechern der oiratischen Sprachen leben über 200.000 in der westlichen Mongolei, 210.000 in China und 140.000 in der Kalmückischen Republik.

## Oiratenfürsten
- Hutuha Beki um 1200/08
- Qada, Töyirälci u. a.

- Batula oder auch: Mahamu ca. 1399–1415/16
- Toghan Taiji 1415/16–1439/40
- Esen Taiji 1439/40–1455
- Amasandji bzw. Usi-Temur 1456–af.1469
- Arkhan Taishi af.1469–1487
- Usi-Temur Hamag Taishi 1487–1502

Jüün Ghar bzw. Dsungaren:
- Khara-Khula 1619–1634
- Khungtaidschi Batur 1634–1653
- Sengge 1653–1671
- Setschen 1671–1676
- Khungtaidschi Galdan 1671/76–1697
- Tsewangrabtan 1697–1727
- Galdan Tsereng 1727–1745
- Tsewang Dordschi Namdschar 1745–1750
- Lama Dardscha 1750–52, und seine Rivalen Dawachi 1752–55 und Amarsanaa 1755–57

Khoshuud bzw. Qoshoten in Tibet:
- Guschri Khan 1634–1653
- Dayan Otschir Khan 1656–1668
- Dalai Khan 1668–1697
- Latsang Khan 1700–1717

Torghuud bzw. Kalmücken an der Wolga:
- Khu Urluk 1616–1643
- Daichin (ca. 1661 abgedankt) und Louzang († 1659)
- Puntsuk
- Ayuki 1669–1724
- Ubashi 1761–1771/5

## Oiroten
Ungenauerweise wurden bzw. werden die Begriffe Oiraten und Oiroten gelegentlich synonym verwendet. Mit dem geschichtlichen Begriff Oiroten wurde sowjetamtlich ein Teil der Einwohner der heutigen russischen Teilrepublik Altai bezeichnet (1922 bis 1948 Oirotisches Autonomes Gebiet, Hauptort Gorno-Altaisk). Die Sowjets bezeichneten nur die altaiischen Stämme als Oiroten, nicht die Dsungaren oder Kalmyken. Die Altaier waren bis zuletzt Untertanen der Dsungaren, ohne selbst Westmongolen zu sein.